# Hyla walkeri
Hyla walkeri és una espècie de granota de la família dels hílids. Habita a Guatemala i Mèxic. Els seus hàbitats naturals inclouen montans secs, prades parcialment inundades i aiguamolls intermitents d'aigua dolça. Està amenaçada d'extinció per la destrucció del seu hàbitat natural.